# الهانی سلیمان
الهانی سلیمان (عربی: الهاني سليمان؛ زادهٔ ۱ نوامبر ۱۹۸۴) یک ورزشکار اهل مصر است.
از باشگاه‌هایی که در آن بازی کرده‌است می‌توان به تیم ملی فوتبال مصر اشاره کرد.
وی همچنین در تیم‌های ملی فوتبال مصر Egypt U-23 Egypt U-17 Egypt U-20 بازی کرده است.